# (4158) Santini
(4158) Santini ist ein Hauptgürtelasteroid, der am 28. Januar 1989 vom Observatorium San Vittore aus entdeckt wurde.
Der Asteroid wurde nach dem italienischen Astronomen Giovanni Santini (1786–1877) benannt.